# AZ Sint-Elisabeth Zottegem

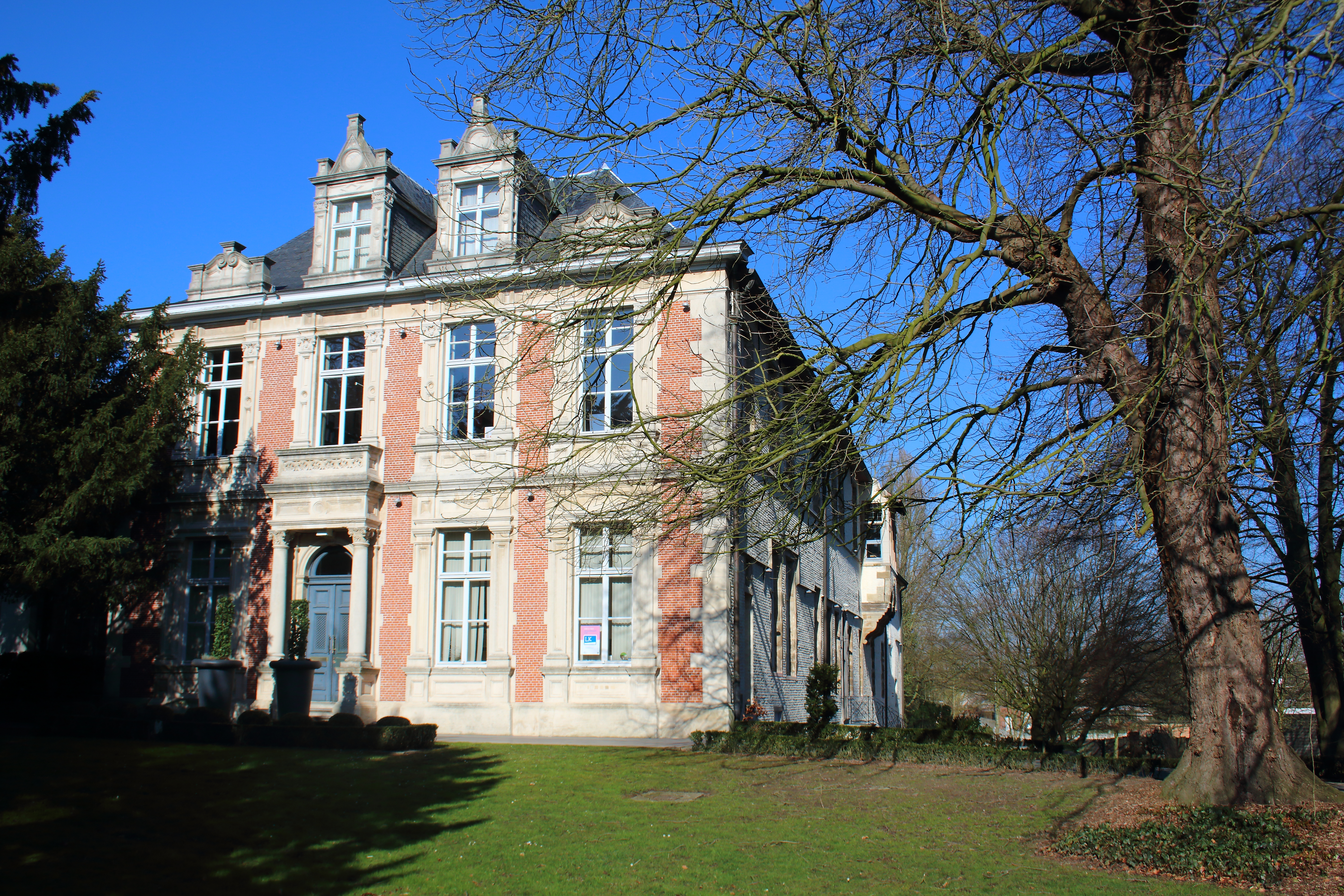
Het Egmontkasteel waar het in 1938 allemaal begon.

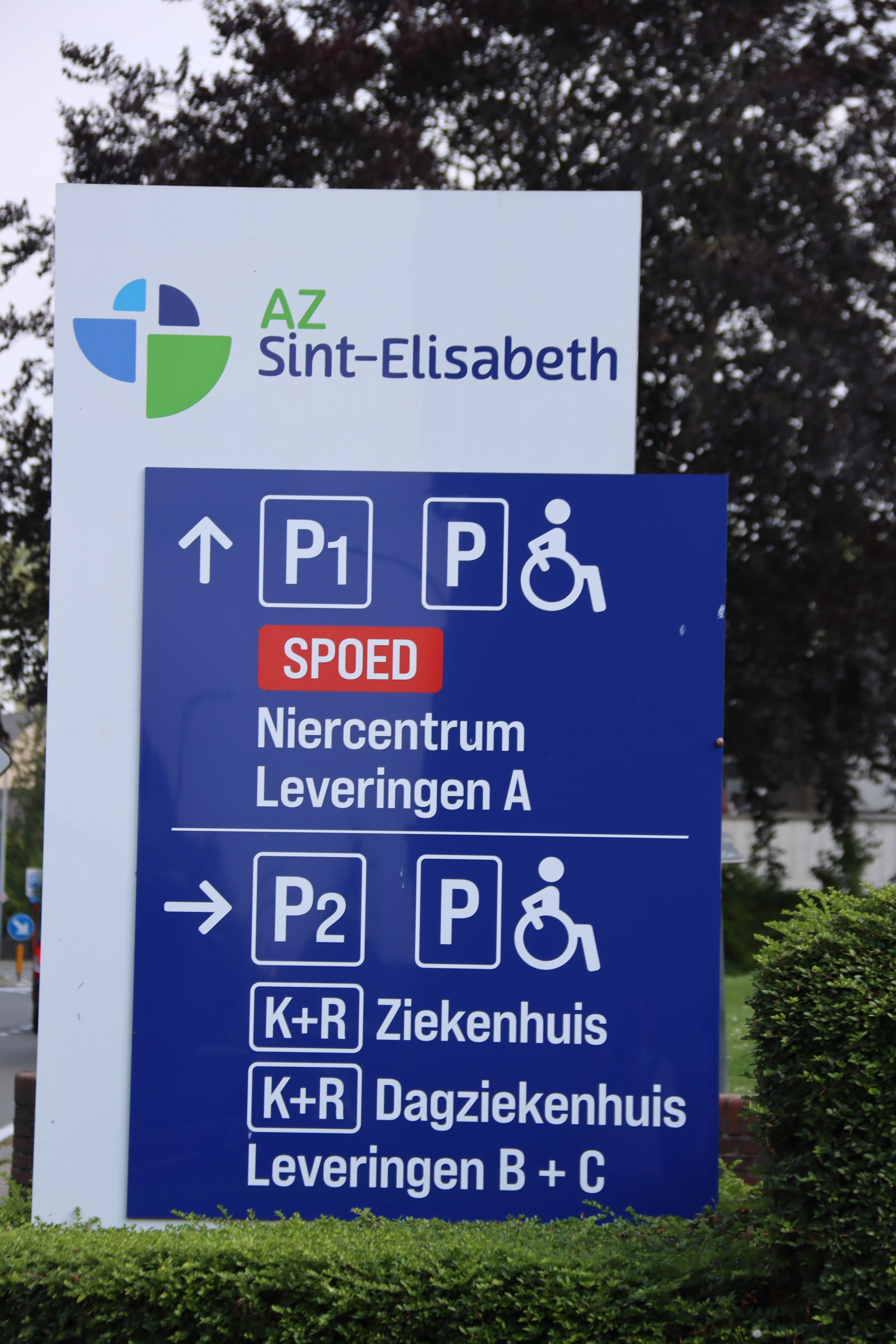

Het AZ Sint-Elisabeth Zottegem of kortweg het SEZZ is een algemeen katholiek ziekenhuis in de Belgische stad Zottegem, vernoemd naar de Heilige Elisabeth. Het werd opgericht door dokter André Schotte , het Bisdom Gent en de Zusters Franciscanessen in 1938 in het Egmontkasteel. Het startte met 15 bedden, verhuisde in 1948 naar de Godveerdegemstraat en na tal van uitbreidingen telt het nu 333 erkende ziekenhuisbedden, 40 bedden in het Chirurgisch Dagziekenhuis en 22 bedden in het oncologisch dagziekenhuis. Het heeft 1.126 personeelsleden in dienst en 138 artsen.

## Historiek
In de jaren 30 ijverde chirurg André Schotte  voor de oprichting van een ziekenhuis in Zottegem . Van bij de start in 1938 was vooral E.Z. Angela (Maria Libbrecht) betrokken bij de groei en uitbouw van de kliniek. Zij was belast met de dagelijkse leiding en was samen met de moeder overste de pleitbezorgster bij de overheid. In de jaren 60 werd ze bestuurder en was van 1978 tot 1987 algemeen directeur en gedelegeerd beheerder. Ze overleed in 2005 en was zodoende 67 jaar betrokken bij het beleid. In 1965 en na interne problemen kwam professor doctor André Prims mee aan het roer als voorzitter, hij was de toenmalige secretaris-generaal van Caritas Catholica. In de wijk 'De Lelie' achter het ziekenhuis worden Zuster Angela en André Schotte elk herdacht met een straatnaam (Zuster Angelalaan, André Schotteplein).
Vervolgens werd Antoon Libbrecht afgevaardigd bestuurder. Hij kwam reeds in dienst in 1956, hij was achtereenvolgens ambulancier, hoofd van de administratie, administratief directeur, algemeen directeur, beheerder en ten slotte afgevaardigd bestuurder. Hij is in al die hoedanigheden mee bepalend geweest in de groei - in alle aspecten - van dit ziekenhuis. Zo was hij betrokken bij het dagelijks beheer, de constante uitbouw van de infrastructuur en de terugkerende bouwwerven, de nieuwe diensten en het steeds groeiend personeelsaantal. Door de vestiging van de polikliniek (1964) en de gewijzigde medische aanpak groeide het cijfer van de dagbehandelingen boven dat van de hospitalisatie.
Sinds 2015 bevindt de collectie medische instrumenten van chirurg en spoedarts Wilfried Cornette zich in het Triveriusmuseum in Brakel. In 2015 werd een nieuw dagziekenhuis geopend met een parkeergebouw voor 300 wagens. Op de zorgcampus 'De Bron' achter het ziekenhuis werden serviceflats, assistentiewoningen, een lokaal dienstencentrum en een woon- en zorgcentrum 'De Bron' gebouwd. Ook vzw De Hoop (in 2024 overgenomen door vzw De Bolster) biedt op de zorgcampus een dagcentrumdienst aan voor mensen met ASS en niet-aangeboren hersenletsel.
Sinds 2020 maakt het ziekenhuis deel uit van het E17-netwerk, een locoregionaal ziekenhuisnetwerk met  AZ Glorieux Ronse,  AZ Groeninge Kortrijk, AZ Maria Middelares Gent, O.L.V. van Lourdes Ziekenhuis Waregem, Sint-Jozefskliniek Izegem, AZ Sint-Vincentius Deinze. In 2021 werd een akkoord gesloten met het Universitair Ziekenhuis Gent rond neurologie. Sinds 2018 werkt AZ Sint-Elisabeth samen met AZ Glorieux in Ronse; in 2021 werd Stefaan Blomme overkoepelend algemeen directeur en in 2023 werd de bestaande samenwerking verankerd in de vzw ‘Zorg’.  In 2023 werd een nieuw niercentrum geopend. Tussen 2020 en 2024 werd het operatiekwartier gerenoveerd. In 2025 werd een intentieverklaring ondertekend voor verdere samenwerking tussen AZ Oudenaarde, AZ Ronse en het AZ Sint-Elisabeth.

## Cijfers
| SEZZ                     | 1938 | 1948  | 1958  | 1968  | 1979  | 1988  | 2000   | 2007     | 2009   | 2024   |
| Bedden                   | 15   | 48    | 105   | 135   | 237   | 279   | 304    | 334      | 334    | 333    |
| Ziekenhuisopnames        | 150  | 1.126 | 1.715 | 2.544 | 3.762 | 7.973 | 11.220 | 11.397   | 12.281 | 12.976 |
| Daghospitaal             |      |       |       |       |       |       |        | 15.146   | 24.000 | 33.389 |
| Spoedopnames             |      |       |       |       |       |       |        |          |        | 22.028 |
| Consultaties Polikliniek |      |       |       |       |       |       |        | >125.000 |        |        |
| Bevallingen              |      |       |       |       |       |       |        | 755      | 738    | 730    |
| Personeelsleden          | 2    | 16    | 50    | 105   | 301   | 427   | 535    | 686      | 723    | 1.126  |

De 45 bedden uit het daghospitaal zijn niet inbegrepen.

Thans telt het AZ 33 chirurgen en 12 operatiezalen met onder meer een Da Vincirobot, waarbij de chirurg kan opereren van op afstand .

## Andere activiteiten
Naast de talrijke en gebruikelijke taken van een algemeen ziekenhuis organiseert het AZ nog andere diensten.
- De vzw DCO De Bron: is een onderneming die via dienstencheques huishoudhulp, poetshulp, schoonmaak- en strijkdiensten aanbiedt in het Zottegemse.
- De vzw De Bron biedt huisvesting aan senioren in het woonzorgcentrum en dagopvang aan de senioren in het dagverzorgingscentrum. Daarnaast zijn er twee zorgstudio's en worden er 75 assistentiewoningen gebouwd.
- De vzw De Hoop (in 2024 overgenomen door vzw De Bolster)[22]: is een dagcentrum dat deeltijdse en voltijdse dagbesteding aanbiedt aan gehandicapte volwassenen met een niet-aangeboren hersenletsel.
- De vzw Kinderdagverblijf Piet Konijn: is een kinderdagverblijf waar plaats is voor 36 kinderen tot 3 jaar.
- Medisch Centrum Brakel: een externe polikliniek in Nederbrakel.